# Кампо Инљезе (Месина)
Кампо Инљезе је насеље у Италији у округу Месина, региону Сицилија.
Према процени из 2011. у насељу је живело 45 становника. Насеље се налази на надморској висини од 141 м.